# (2217) Eltigen
(2217) Eltigen (1971 SK2) – planetoida z grupy pasa głównego asteroid okrążająca Słońce w ciągu 5,63 lat w średniej odległości 3,16 au. Odkryta 26 września 1971 roku.